# Deromecus trivittatus
Deromecus trivittatus is een keversoort uit de familie kniptorren (Elateridae). De kever leeft in Mexico en in Guatemala. De Deromecus trivittatus heeft een lengte van zeven tot acht millimeter en een breedte van een millimeter.
De wetenschappelijke naam van de soort is voor het eerst geldig gepubliceerd in 1895 door Champion.